# Bergastrilder
Bergastrilder (Cryptospiza) är ett litet släkte med fåglar i familjen astrilder inom ordningen tättingar med fyra arter som förekommer i Afrika söder om Sahara:
- Rödnäbbad bergastrild (C. shelleyi)
- Grå bergastrild (C. jacksoni)
- Gråhuvad bergastrild (C. salvadorii)
- Rödmaskad bergastrild (C. reichenovii)